# Бейкелар, Иоахим
Иоахим Бе́йкелар (нидерл. Joachim Beuckelaer, также Bueckelaer; ок. 1530, Антверпен — 1573/1574, Антверпен) — южнонидерландский (фламандский) живописец эпохи позднего Северного Возрождения и нидерландского маньеризма. Мастер картин бытового жанра и натюрмортов, в особенности «рыночных и кухонных сцен», которые сыграли важную роль в развитии искусства натюрморта в странах Северной Европы и Италии XVII векa.
В музее Прадо (Мадрид) есть две картины Иоахима Бейкелара, одна из которых называется 'Christ in the House of Martha and Mary', датируемая 1568 годом. Обе картины, принадлежащие Прадо, не указаны в общем списке его работ. 

## Жизнь и творчество
Подробности о жизни художника крайне скудны. Иоахим родился в Антверпене в семье потомственных художников. Вероятно, он был сыном художника Маттеуса Бейкелара и братом живописца Гейбрехта Бейкелара. Картины Гейбрехта иногда ошибочно приписывали Иоахиму, настолько темы и манеры их живописи были схожи.
Иоахим Бейкелар изучал живопись в мастерской своего дяди, Питера Артсена, который женился на его тёте Кателине Бейкелар. Писал преимущественно бытовые сценки на кухне и на рынке, горы снеди, имеющие, как правило, особый подтекст и аллегорическое значение. И. Бейкелар был также автором картин на религиозные сюжеты. Его тетраптих «Четыре элемента» (ныне в Национальной галерее в Лондоне), например, картина «Вода» — соединяет изображение присущих водной стихии элементов, водных существ и шествующего на дальнем плане картины по глади Гефсиманского озера Иисуса Христа. В 1560 году Иоахим Бейкелар был зарегистрирован вольным мастером антверпенской Гильдии Святого Луки. В том же году женился.
Одним из натюрмортов без фигур на кухне является картина «Кухня с Христом на пути в Эммаус» (1660—1665, Маурицхёйс, Гаага), а также ряд подобных картин, например «Сцена на кухне со сценой Иисуса в доме Марфы и Марии на дальнем плане» (1569, Рейксмюсеум, Амстердам). В подобных композициях Бейкелар изображал кухню или рыночный прилавок с многочисленными продуктами для обильного обеда: овощи, фрукты, орехи, птица, большой кусок мяса. А собственно религиозная сцена с маленькими фигурками помещена, что необычно, на дальнем плане и имеет будто бы второстепенное значение, если бы не символизм «даров природы и жизни».
Натюрморт Бейкелара с изображением освежёванной туши под названием «Забитая свинья» (Музей Вальрафа-Рихарца), датированный 1563 годом, вероятно, является самым ранним датированным примером этой темы.
Творчество Иоахима Бейкелара оказало влияние на работы некоторых художников северной Италии, в частности, Винченцо Кампи и Якопо Бассано. Знаменитый фламандский живописец, мастер натюрмортов с обильной снедью и битой дичью Франс Снейдерс разработал множество «рыночных сцен» в стиле фламандского барокко, черпая вдохновение из работ Артсена и Бейкелара.
В санкт-петербургском Эрмитаже имеется картина Иоахима Бейкелара (Бекелара) «Сельский праздник».

## Галерея
- Сцена на рынке. 1564. Дерево, масло. Государственный музей изобразительных искусств имени А. С. Пушкина, Москва
- Забитая свинья. 1563. Дерево, масло. Музей Вальрафа-Рихарца Кёльн
- Кухарка. 1574. Дерево, масло. Музей истории искусств, Вена
- Хозяйки рынка. 1561. Дерево, масло. Музей истории искусств, Вена
- Кухня с Христом на пути в Эммаус. 1660—1665. Дерево, масло. Маурицхёйс, Гаага
- Хорошо укомплектованная кухня. 1569. Дерево, масло. Рейксмюсеум, Амстердам
- Рыбный рынок. 1560-е. Холст, масло. Частное собрание
- На кухне.1560-е. Дерево, масло. Частное собрание

## Основные произведения
- Бегство в Египет. Холст, масло, 103 × 81 cm, Рококс-хаус, Антверпен
- Базарная сценка. Холст, масло, 113 × 81,5 cm, Музей изящных искусств, Будапешт
- Несение креста . 1562. Дерево, масло, 96,5 × 79 cm, , Музей западного искусства, Токио
- Забитая свинья . 1563. Дерево, масло, 114 × 83 cm, Музей Вальрафа-Рихарца, Кёльн
- На рынке . 1564. Дерево, масло, 128 × 166 cm, Музей изобразительных искусств им. А. С. Пушкина, Москва
- Овощной натюрморт с рыночной торговкой . 1564. Дерево, масло, 114,8 × 170,5 cm, Галерея старых мастеров, Кассель
- Торговка яйцами . 1565. Дерево, масло, 126 × 81 cm, Королевский музей изящных искусств, Антверпен
- Сцена на кухне со сценой Иисуса в доме Марфы и Марии на дальнем плане. 1566. Дерево, масло, 171 × 250 cm, Рейксмюсеум, Амстердам
- Четыре элемента: земля. 1569. Дерево, масло, 158,5 × 215 cm, Национальная галерея, Лондон
- Четыре элемента: вода. 1569. Дерево, масло, 158,5 × 215 cm, Национальная галерея, Лондон
- Четыре элемента: воздух. 1570. Дерево, масло, 157,3 × 215 cm, Национальная галерея, Лондон
- Четыре элемента: огонь. 1570. Дерево, масло, 157,5 × 215,5 cm, Национальная галерея, Лондон
- Повариха с битой птицей. 1574. Дерево, масло, 112 × 81 cm, Музей истории искусств, Вена
- Торговец дичью и битой птицей. Дерево, масло, 114 × 159 cm, Музей герцога Антона-Ульриха, Брауншвейг